# Magdalena Flores Hernández
María Magdalena Flores Hernández (Velasco, Omitlán de Juárez, Hidalgo; 22 de julio de 1926 - 23 de enero de 2020) es una actriz mexicana de cine, reconocida principalmente por su actuación en la película mexicana Japón (2002) del director Carlos Reygadas, por la que fue nominada a un Premio Ariel como Mejor Actriz.

## Biografía
Magdalena Flores es hija de Justino Flores, albañil, y Catalina Hernández, ama de casa. Nació en una familia católica y estudió la primaria en una escuela rural en la localidad de Velasco, donde vivió desde su nacimiento hasta 2008.
En 1954, siendo madre soltera de un varón, se casó con Guillermo Barranco Cerón, un minero oriundo de la misma localidad, con quien tuvo siete hijos: cuatro varones y tres mujeres. Su hijo mayor falleció en 1995.
Enviudó en febrero de 2001 y algunos meses después el equipo de producción de Carlos Reygadas llegó a Velasco para filmar las primeras escenas de la película y con la misión de encontrar urgentemente a la coprotagonista de la ópera prima del director, pues la actriz elegida para el papel sufrió una fractura de cadera. Flores se encontraba de compras cuando la abordaron para proponerle el papel, pues cubría perfectamente los requerimientos de Reygadas: una mujer de edad avanzada que no fuera actriz profesional. Tras una serie de negociaciones y la insistencia de sus hijos, Magdalena se integró al proyecto. La película recibió críticas positivas, con una aprobación del 80%, y en 2002 obtuvo la mención especial del premio Cámara de Oro del festival de cine de Cannes.
En 2005, Reygadas le ofreció un pequeño papel en su segunda película, Batalla en el cielo, y en 2007 participó en el largometraje Ópera de Juan Patricio Riveroll.
Actualmente reside en Pachuca, Hidalgo, bajo cuidado de sus siete hijos Dolores, Teresa, Guillermo, Agustín, Juan, Marisela y Rosendo; su familia se compone, además, de quince nietos (diez hombres y cinco mujeres) y dos bisnietas.

## Filmografía
- Ópera (2007)
- Batalla en el cielo (2005)
- Japón (2002)

## Premios
Premio Ariel
| Año  | Categoría    | Película | Resultado |
| ---- | ------------ | -------- | --------- |
| 2004 | Mejor Actriz | Japón    | Nominada  |